# Llista d'autoritzacions de vaccins contra la COVID-19
Les autoritats reguladores nacionals han aprovat 30 vacunes per a ús públic:
- un vaccí d'ADN: ZyCoV-D
- dos vaccins d'ARN (vaccí de Pfizer-BioNTech i vaccí de Moderna
- onze vaccins inactivats convencionals: BBIBP-CorV, de l'Acadèmia Xinesa de Ciències Mèdiques, CoronaVac, Covaxin, CoviVac, COVIran Barekat, FakhraVac, Minhai, QazVac, WIBP-CorV i Turkovac[2]
- cinc vaccins amb vectors vírics: Sputnik Light, Sputnik V, el vaccí d'Oxford-AstraZeneca, Convidecia i el vaccí de Janssen
- onze vaccins peptídics o de subunitats: Abdala, CNBG, Corbevax, COVAX-19, EpiVacCorona, MVC-COV1901, Novavax, Razi Cov Pars, Soberana 02, Soberana Plus[3] i RBD-Dimer

## Mapes de visió general
| - Vacunes d'ARN i d'ADN Pfizer–BioNTech (original) Pfizer–BioNTech (omicron) Moderna (original) Moderna (omicron) Altres - Vacunes d'adenovirus com a vector Oxford–AstraZeneca Janssen Sputnik V Sputnik Light Convidecia iNCOVACC - Vacunes de virus inactivats Sinopharm BIBP CoronaVac Covaxin Valneva Sinopharm WIBP Altres - Vacunes de subunitats Novavax Sanofi–GSK Abdala EpiVacCorona Zifivax Soberana 02 Altres |

## Oxford-AstraZeneca
La vacuna d'Oxford-AstraZeneca, també coneguda com Vaxzevria i Covishield, és una vacuna d'adenovirus com a vector produïda per la Universitat d'Oxford, la companyia britànica-sueca AstraZeneca, i la Coalició per a les Innovacions en Preparació per Epidèmies. Dos països, Dinamarca i Noruega, van aturar definitivament l'ús de la vacuna Oxford-AstraZeneca a causa d'un nombre reduït d'informes d'un trastorn de coàguls de sang rar. Eslovàquia va suspendre el seu ús després de la mort d'un destinatari predisposat. Sud-àfrica va suspendre el seu ús perquè un petit assaig va trobar només una protecció mínima contra les malalties lleus a moderades de la variant Beta predominant localment. El Japó va aprovar la vacuna per a ús d’emergència al maig, però no té previst utilitzar-la immediatament a causa dels casos rars de coàguls de sang reportats a l'estranger. Més tard, el Japó va començar a utilitzar la vacuna per a persones de 40 anys o més per mitigar l'augment de la variant delta a l'agost.
     Autorització plena
     Autorització d'emergència
     Permesa per viatjar
     Destinatari apte per a COVAX
     Ús aturat
Plena (5)
1. Austràlia[15][16]
2. Brasil[17]
3. Canadà[18]
4. Índia[19]
5. Israel[20][21][22]

Emergència (170)
1. Afganistan[23][24]
2. Albània[25]
3. Algèria[26]
4. Andorra[27]
5. Angola[28]
6. Aràbia Saudita[29]
7. Argentina[30]
8. Armènia
9. Azerbaidjan[31]
10. Bahrain[32]
11. Bangladesh[33][34]
12. Benin[31]
13. Bhutan[35][36]
14. Bolívia[31]
15. Bòsnia i Hercegovina[37]
16. Botswana[38]
17. Brunei[39]
18. Burkina Faso[40]
19. Cambodja[31]
20. Camerun[31]
21. Cap Verd[41]
22. República Centreafricana[40]
23. Colòmbia[42]
24. Comores[31]
25. Congo, R[31]
26. Congo, RD[43]
27. Corea del Sud[44][45]
28. Costa d'Ivori[46]
29. Costa Rica[47]
30. Djibouti[31]
31. República Dominicana[48]
32. Egipte[49]
33. Emirats Àrabs Units[31]
34. Equador[50]
35. Eswatini[51]
36. Etiòpia[52][53][54]
37. Fiji[31]
38. Filipines[55]
39. Gàmbia[56]
40. Geòrgia[57]
41. Ghana[58]
42. Guatemala[59]
43. Guinea[40]
44. Guinea-Bissau[60]
45. Hondures[31]
46. Iemen[61]
47. Illes Salomó[31]
48. Indonèsia[62]
49. Iran[63]
50. Iraq[64]
51. Japó[65]
52. Jordània[66]
53. Kenya[67]
54. Kiribati[40]
55. Kirguizstan[40]
56. Kosovo[68][69]
57. Kuwait[70]
58. Laos[40]
59. Lesotho[71]
60. Líban[72]
61. Libèria[73]
62. Líbia[74][75]
63. Macedònia del Nord[76]
64. Madagascar[31]
65. Malàisia[77]
66. Malawi[78][79]
67. Maldives[80]
68. Mali[81]
69. Marroc[82]
70. Maurici[83]
71. Mauritània[40]
72. Mèxic[84]
73. Micronèsia[40]
74. Moçambic[31]
75. Moldàvia[85]
76. Mongòlia[86]
77. Montenegro[31]
78. Myanmar[87]
79. Namíbia[88]
80. Nauru[89]
81. Nepal[90]
82. Nicaragua[31]
83. Níger[31]
84. Nigèria[91]
85. Nova Zelanda[40]
86. Oman[31]
87. Pakistan[92]
88. Palestina[31]
89. Panamà[31]
90. Papua Nova Guinea[93][94]
91. Paraguai[40]
92. Perú[95]
93. Qatar[40]
94. Regne Unit[96][97][98]
95. Ruanda[99]
96. El Salvador[100]
97. Samoa[89]
98. São Tomé i Príncipe[31]
99. Senegal[40]
100. Sèrbia[101]
101. Seychelles[102]
102. Sierra Leona[103]
103. Singapur[104] (restringit)
104. Síria[40]
105. Somàlia[105]
106. Sri Lanka[106]
107. Sudan[107][108]
108. Sudan del Sud[109]
109. Tadjikistan[110]
110. Tailàndia[111]
111. Taiwan[112]
112. Timor Oriental[113]
113. Togo[114]
114. Tonga[115][116][117]
115. Tunísia[40]
116. Turkmenistan[40]
117. Tuvalu[89]
118. Ucraïna[118]
119. Uganda[119]
120. Uruguai[31]
121. Uzbekistan[31]
122. Vanuatu[40]
123. Vietnam[120]
124. Xile[121]
125. Zàmbia[122][123][124]
126. Zimbàbue[40]
Agència Europea del Medicament:[4]
127. Alemanya
128. Àustria
129. Bèlgica
130. Bulgària
131. Croàcia
132. Dinamarca
133. Eslovàquia
134. Eslovènia
135. Espanya
136. Estònia
137. Finlàndia
138. França
139. Grècia
140. Hongria
141. Irlanda
142. Islàndia
143. Itàlia
144. Letònia
145. Liechtenstein
146. Lituània
147. Luxemburg
148. Malta
149. Noruega
150. Països Baixos
151. Polònia
152. Portugal
153. Romania
154. Suècia
155. Txèquia
156. Xipre
Agència de Salut Pública del Carib:[125]
Anguilla
157. Antigua i Barbuda
Aruba
158. Bahames
159. Barbados
160. Belize
Bermudes
Bonaire
Illes Verges Britàniques
Illes Caiman
Curaçao
161. Dominica
162. Grenada
163. Guyana
164. Haití
165. Jamaica
Montserrat
Saba
166. Saint Kitts i Nevis
167. Saint Lucia
168. Saint Vincent i les Grenadines
Sint Maarten
Sint Eustatius
169. Surinam
170. Trinidad i Tobago
Illes Turks i Caicos
Altres entitats:
Guernsey[31]
Illa Guadalupe[40]
Illa de Man[31]
Illes Cook[31]
Illes Malvines[31]
Illes Pitcairn[40]
Jersey[31]
Polinèsia Francesa[31]
Santa Helena, Ascensió i Tristan da Cunha[40]
Wallis i Futuna[31]
Xipre del Nord [126]
OMS[14][127][128][129][130]

## Pfizer-BioNTech
La vacuna de Pfizer–BioNTech, també coneguda com a Comirnaty, és una vacuna d’ARN produïda per l'empresa alemanya BioNTech i l'empresa americana Pfizer. A la Xina continental, Hong Kong i Macau, Comirnaty es distribueix per Fosun Pharma.
     Autorització plena
     Autorització d'emergència
     Destinatari apte per a COVAX
Plena (39)
1. Aràbia Saudí[141][142]
2. Austràlia[143][144]
3. Brasil[145]
4. Canadà[146][147][148]
5. Illes Marshall[a][b]
6. Estats Federats de Micronèsia[a][b]
7. Nova Zelanda[149]
8. Palau[a]
9. Suïssa[152][153]
Agència Europea del Medicament:
10. Alemanya
11. Àustria
12. Bèlgica
13. Bulgària
14. Croàcia
15. Dinamarca
16. Eslovàquia
17. Eslovènia
18. Espanya
19. Estònia
20. Finlàndia
21. França
22. Grècia
23. Hongria
24. Irlanda
25. Islàndia
26. Itàlia
27. Letònia
28. Liechtenstein
29. Lituània
30. Luxemburg
31. Malta
32. Noruega
33. Països Baixos
34. Polònia
35. Portugal
36. Romania
37. Suècia
38. Txèquia
39. Xipre
Altres entitats
Hong Kong[154]

Emergència (145)
1. Afganistan[31]
2. Albània[155]
3. Algèria[156]
4. Andorra[157]
5. Argentina[158]
6. Armènia[159]
7. Azerbaidjan[40]
8. Bahrain[160]
9. Bangladesh[161]
10. Benin[40]
11. Bhutan[40]
12. Bolívia[31]
13. Bòsnia i Hercegovina[37]
14. Botswana[162]
15. Brunei[39]
16. Camerun[40]
17. Cap Verd[31]
18. Colòmbia[163]
19. Congo-Kinshasa[164]
20. Corea del Sud[165][166]
21. Costa d'Ivori[40]
22. Costa Rica[167]
23. Djibouti[40]
24. República Dominicana[168]
25. Egipte[40]
26. EAU[169]
27. Equador[170]
28. Eswatini[40]
29. Filipines[171]
30. Fiji[172]
31. Gabon[40]
32. Geòrgia[40]
33. Ghana[173]
34. Guatemala[59]
35. Guinea[40]
36. Honduras[40]
37. Indonèsia[62]
38. Iraq[174]
39. Israel[175]
40. Japó[176][177]
41. Jordània[178]
42. Kazakhstan[40]
43. Kenya[179]
44. Kirguizstan[40]
45. Kosovo[40]
46. Kuwait[180]
47. Laos[40]
48. Líban[181]
49. Líbia[31]
50. Macedònia del Nord[182]
51. Malàisia[183]
52. Malawi[184]
53. Maldives[185]
54. Marroc[40]
55. Mèxic[186]
56. Moldàvia[85]
57. Mònaco[187]
58. Mongòlia[188]
59. Montenegro[40]
60. Namíbia[40]
61. Nepal[189]
62. Nicaragua[40]
63. Nigèria[190]
64. Oman[191]
65. Pakistan[192]
66. Palestina[31]
67. Panamà[193]
68. Papua Nova Guinea[194]
69. Paraguai[195][196]
70. Perú[197]
71. Qatar[198]
72. Regne Unit[199][200][201]
73. Ruanda[31]
74. El Salvador[31][202]
75. San Marino[31]
76. Sèrbia[203][204]
77. Singapur[205]
78. Sri Lanka[206]
79. Sud-àfrica[207][208]
80. Sudan[31]
81. Tadjikistan[40]
82. Tailàndia[209]
83. Taiwan[210][211]
84. Tanzània[40]
85. Timor Oriental[40]
86. Tonga[40]
87. Tunísia[142]
88. Turquia[212]
89. Ucraïna[213]
90. Uganda[40]
91. Uruguai[214]
92. Uzbekistan[215]
93. Ciutat del Vaticà[216][217]
94. Vietnam[218]
95. Xile[219]
96. Zàmbia[220]
Agència de Salut Pública del Carib:[221][222]
Anguilla
97. Antigua i Barbuda
Aruba
98. Bahames
99. Barbados
100. Belize
Bermudes
Bonaire
Illes Verges Britàniques
Illes Caiman
Curaçao
101. Dominica
102. Grenada
103. Guyana
104. Haití
105. Jamaica
Montserrat
Saba
106. Saint Kitts i Nevis
107. Saint Lucia
108. Saint Vincent i les Grenadines
Sint Maarten
Sint Eustatius
109. Surinam
110. Trinidad i Tobago
Illes Turks i Caicos
Altres entitats
Gibraltar[31]
Groenlàndia[223][202]
Guadalupe[40]
Guam[40]
Guernsey[31]
Illes Cook[40]
Illes Faroe[224]
Illa de Man[31]
Jersey[31]
Macau[225]
Martinica[40]
Nova Caledonia[31]
Niue[40]
Illes Mariannes del Nord[40]
Puerto Rico[40]
Polinèsia Francesa[40]
Xipre del Nord[126]
Samoa Americana[40]
Tokelau[40]
OMS[14][226][227]

Notes
1. 1 2 3  mitjançant l'autorització dels Estats Units a través de l'Acord d'Associació Lliure[150][151]
2. 1 2  Només per a majors de 16 anys. EUA encara s'aplica als destinataris de 12 a 15 anys.

## Janssen
La vacuna de Johnson & Johnson és una vacuna d'adenovirus com a vector produïda per la companyia nord-americana Janssen Pharmaceutica (filial de Johnson & Johnson) i el Beth Israel Deaconess Medical Center. També es coneix amb el nom de vacuna Janssen EPAR contra la COVID-19. Tres països, Dinamarca, Finlàndia i Noruega, van deixar d'utilitzar la vacuna Johnson & Johnson en favor d'altres vacunes disponibles a causa d'un possible vincle entre la vacuna i un trastorn rar de coàguls de sang.
     Autorització plena
     Autorització plena, no utilitzada
     Autorització d'emergència
     Permesa per viatjar
     Destinatari apte per a COVAX
     Ús aturat
Plena(3)
1. Austràlia (no utilitzada)[233][234]
2. Canadà[235][236]
3. Suïssa[237][238]

Emergència (126)
1. Afganistan[40]
2. Andorra[239]
3. Aràbia Saudita[40]
4. Argentina[240]
5. Bahames[241]
6. Bahrain[242][243]
7. Bangladesh[244][245]
8. Benín[40]
9. Bolívia[40]
10. Botswana[246]
11. Brasil[247]
12. Brunei[40]
13. Burkina Faso[40]
14. Cambodja[40]
15. Camerun[40]
16. República Centreafricana[220]
17. Colòmbia[248]
18. Corea del Sud[249]
19. Congo-Kinshasa[164]
20. Costa d'Ivori[40]
21. Djibouti[40]
22. Egipte[40]
23. Estats Units[250][251]
24. Eswatini[40]
25. Etiòpia[40]
26. Filipines[252]
27. Gabon[220]
28. Ghana[253]
29. Guinea[40]
30. Honduras[31]
31. Iemen[40]
32. Illes Marshall[a]
33. Índia[254]
34. Indonèsia[255]
35. Iran[220]
36. Jordània[40]
37. Kenya[179]
38. Kuwait[256]
39. Laos[40]
40. Lesotho[40]
41. Libèria[220]
42. Líbia[31]
43. Madagascar[40]
44. Malàisia[257]
45. Malawi[40]
46. Maldives[258]
47. Mali[220]
48. Marroc[40]
49. Mauritània[220]
50. Mèxic[259]
51. Estats Federats de Micronèsia[a]
52. Moçambic[40]
53. Moldàvia[260]
54. Namíbia[40]
55. Nepal[261]
56. Nicaragua[40]
57. Nigèria[262]
58. Nova Zelanda[40]
59. Palau[a]
60. Palestina[40]
61. Papua Nova Guinea[40]
62. Perú[263]
63. Qatar[40]
64. Regne Unit[264]
65. Ruanda[40]
66. Senegal[40]
67. Singapur[104](restringit)
68. Síria[40]
69. Somàlia[40]
70. Sud-àfrica[265]
71. Sudan[40]
72. Sudan del Sud[40]
73. Tailàndia[266]
74. Taiwan[267]
75. Tanzània[40]
76. Tunísia[268]
77. Ucraïna[40]
78. Uganda[40]
79. Vietnam[269][270]
80. Xile[271]
81. Zàmbia[122][123][124]
82. Zimbabwe[272]
Agència Europea del Medicament:[231]
83. Alemanya
84. Àustria
85. Bèlgica
86. Bulgària
87. Croàcia
88. Dinamarca
89. Eslovàquia
90. Eslovènia
91. Espanya
92. Estònia
93. Finlàndia
94. França
95. Grècia
96. Hongria
97. Irlanda
98. Islàndia
99. Itàlia
100. Letònia
101. Liechtenstein
102. Lituània
103. Luxemburg
104. Malta
105. Noruega
106. Països Baixos
107. Polònia
108. Portugal
109. Romania
110. Suècia
111. Txèquia
112. Xipre
Agència de Salut Pública del Carib:[221][273]
Anguilla
113. Antigua i Barbuda
Aruba
114. Bahames
115. Barbados
116. Belize
Bermudes
Bonaire
Illes Verges Britàniques
Illes Caiman
Curaçao
117. Dominica
118. Grenada
119. Guyana
120. Haití
121. Jamaica
Montserrat
Saba
122. Saint Kitts i Nevis
123. Saint Lucia
124. Saint Vincent i les Grenadines
Sint Maarten
Sint Eustatius
125. Surinam
126. Trinidad i Tobago
Altres entitats:
Groenlàndia[31]
Guam[40]
Illes Mariannes del Nord[40]
Polinèsia Francesa[40]
Puerto Rico[40]
Samoa Americana[40]
OMS[274][275]
Africa Regulatory Taskforce[276]

Notes
1. 1 2 3  mitjançant l'autorització dels Estats Units a través de l'Acord d'Associació Lliure[150]/[151]

## Moderna
La vacuna de Moderna és una vacuna d’ARN produïda per l'empresa nord-americana Moderna, l'Institut Nacional d’Al·lèrgies i Malalties Infeccioses dels Estats Units, l'Autoritat de Recerca i Desenvolupament Biomèdic Avançat dels Estats Units i la Coalició per a les Innovacions en Preparació per Epidèmies.
     Autorització plena
     Autorització d'emergència
     Permesa per viatjar
     Destinatari apte per a COVAX
Plena (5)
1. Austràlia[280]
2. Canadà[281][282][148]
3. Estats Units[283]
4. Regne Unit[284][285]
5. Suïssa[286]

Emergència (104)
1. Andorra[239]
2. Aràbia Saudita[29]
3. Argentina[287]
4. Armènia[40]
5. Bahrain[40]
6. Bangladesh[288]
7. Bhutan[40]
8. Bolívia[289]
9. Botswana[290]
10. Brasil[291]
11. Brunei[40]
12. Cap Verd[40]
13. Colòmbia[292]
14. Congo-Brazzaville[31]
15. Congo-Kinshasa[164]
16. Corea del Sud[293]
17. Egipte[294]
18. Emirats Àrabs Units[295]
19. Fiji[40]
20. Filipines[296]
21. Ghana[297]
22. Guatemala[59]
23. Honduras[298]
24. Illes Marshall[a]
25. Índia[299]
26. Indonèsia[300]
27. Israel[301]
28. Japó[65]
29. Jordània[40]
30. Kenya[302]
31. Kirguizstan[40]
32. Kuwait[303]
33. Líbia[31]
34. Malàisia[304]
35. Malawi[184]
36. Maldives[305]
37. Mèxic[306][307]
38. Estats Federats de Micronèsia[a]
39. Moldàvia[260]
40. Mongòlia[86]
41. Nepal[308]
42. Nigèria[309]
43. Pakistan[40]
44. Palau[a]
45. Palestina[31]
46. Paraguai[40]
47. Perú[310]
48. Qatar[311]
49. Ruanda[31]
50. El Salvador[40]
51. Sèrbia[312]
52. Singapur[313]
53. Sri Lanka[40]
54. Tadjikistan[314]
55. Tailàndia[315]
56. Taiwan[316]
57. Tunísia[40]
58. Ucraïna[317]
59. Uganda[40]
60. Uzbekistan[318]
61. Vietnam[319][320]
Agència Europea del Medicament:[321]
62. Alemanya
63. Àustria
64. Bèlgica
65. Bulgària
66. Croàcia
67. Dinamarca
68. Eslovàquia
69. Eslovènia
70. Espanya
71. Estònia
72. Finlàndia
73. França
74. Grècia
75. Hongria
76. Irlanda
77. Islàndia
78. Itàlia
79. Letònia
80. Liechtenstein
81. Lituània
82. Luxemburg
83. Malta
84. Noruega
85. Països Baixos
86. Polònia
87. Portugal
88. Romania
89. Suècia
90. Txèquia
91. Xipre
Agència de Salut Pública del Carib:[221][273]
Anguilla
92. Antigua i Barbuda
Aruba
93. Bahames
94. Barbados
95. Belize
Bermudes
Bonaire
Illes Verges Britàniques
Illes Caiman
Curaçao
96. Dominica
97. Grenada
98. Guyana
99. Haití
100. Jamaica
Montserrat
Saba
101. Saint Kitts i Nevis
102. Saint Lucia
103. Saint Vincent i les Grenadines
Sint Maarten
Sint Eustatius
104. Surinam
105. Trinidad i Tobago
Illes Turks i Caicos
Altres entitats:
Groenlàndia[31]
Guam[40]
Guernsey[31]
Illa Guadalupe[40]
Illes Fèroe[31]
Illes Mariannes del Nord[40]
Puerto Rico[40]
Samoa Americana[40]
Wallis i Futuna[40]
OMS[322]

Notes
1. 1 2 3  mitjançant l'autorització dels Estats Units a través de l'Acord d'Associació Lliure[150][151]

## BBIBP-CorV (Sinopharm)
BBIBP-CorV és una vacuna inactivada produïda pel China National Pharmaceutical Group (Sinopharm).
     Autorització plena
     Autorització d'emergència
     Permesa per viatjar
     Destinatari apte per a COVAX
Plena (4)
1. Bahrain[324]
2. EAU[325][326][327]
3. Seychelles[328]
4. Xina[329]

Emergència (111)
1. Afganistan[330]
2. Algèria[331]
3. Angola[332]
4. Argentina[333]
5. Armènia[40]
6. Bangladesh[334]
7. Bhutan[335]
8. Belarús[336]
9. Bolívia[337]
10. Bòsnia i Hercegovina[338]
11. Brasil[291]
12. Brunei[339]
13. Burkina Faso[40]
14. Burundi[40]
15. Cambodja[340]
16. Camerun[31]
17. Cap Verd[40]
18. Comores[31]
19. Congo[31]
20. Corea del Nord[341]
21. Costa d'Ivori[40]
22. Cuba[342]
23. Djibouti[31]
24. República Dominicana[343]
25. Egipte[344]
26. Etiòpia[345]
27. Filipines[346]
28. Gabon[347]
29. Gàmbia[40]
30. Geòrgia[348]
31. Guinea[40]
32. Guinea Bissau[31]
33. Guinea Equatorial[349]
34. Hongria[350][351]
35. Iemen[31]
36. Illes Salomó[352]
37. Indonèsia[353]
38. Iran[354]
39. Iraq[355]
40. Jordània[356]
41. Kazakhstan[357]
42. Kenya[302]
43. Kirguizstan[358]
44. Kiribati[40]
45. Kuwait[31]
46. Laos[359]
47. Lesotho[40]
48. Líban[360]
49. Líbia[361]
50. Macedònia del Nord[362]
51. Malàisia[363]
52. Madagascar[40]
53. Malawi[364]
54. Maldives[365]
55. Marroc[366]
56. Maurici[31]
57. Mauritània[367]
58. Mèxic[368]
59. Moçambic[369]
60. Moldàvia[370]
61. Mongòlia[371]
62. Montenegro[372]
63. Myanmar[373]
64. Namíbia[374]
65. Nepal[375]
66. Nicaragua[376]
67. Níger[377]
68. Nigèria[378]
69. Oman[31]
70. Pakistan[379]
71. Palestina[380]
72. Papua Nova Guinea[381]
73. Paraguai[40]
74. Perú[382]
75. Portugal[31]
76. Qatar[31]
77. Ruanda[383]
78. El Salvador[40]
79. Senegal[384]
80. Sèrbia[385]
81. Sierra Leona[386]
82. Singapur[387]
83. Síria[40]
84. Somàlia[388]
85. Sri Lanka[389]
86. Sudan[390][391]
87. Sudan del Sud[392]
88. Tailàndia[393]
89. Tanzània[40]
90. Tunísia[394]
91. Turkmenistan[395]
92. Txad[396]
93. Vanuatu[397]
94. Veneçuela[398]
95. Vietnam[399]
96. Zàmbia[400]
97. Zimbàbue[401]
Agència de Salut Pública del Carib:[402]
Anguilla
98. Antigua i Barbuda
Aruba
99. Bahames
100. Barbados
101. Belize
Bermudes
Bonaire
Illes Verges Britàniques
Illes Caiman
Curaçao
102. Dominica
103. Grenada
104. Guyana
105. Haití
106. Jamaica
Montserrat
Saba
107. Saint Kitts i Nevis
108. Saint Lucia
109. Saint Vincent i les Grenadines
Sint Maarten
Sint Eustatius
110. Surinam
111. Trinidad i Tobago
Illes Turks i Caicos
Altres entitats:
Macau[403]
OMS[404][405]

## Sputnik V
La vacuna Sputnik V és una vacuna de vacuna d'adenovirus com a vector produïda per l'Institut Gamaleia de Recerca en Epidemiologia i Microbiologia.
     Autorització plena
     Autorització d'emergència
     Autorització caducada
     Permesa per viatjar
     Rebutjada
Plena(3)
1. Rússia[407][408]
2. Turkmenistan[409][410]
3. Uzbekistan[411]

Emergència (76)
1. Albània[25]
2. Algèria[412]
3. Angola[413]
4. Antigua i Barbuda[414]
5. Argentina[415]
6. Armènia[416]
7. Azerbaidjan[417]
8. Bahrain[418]
9. Bangladesh[419]
10. Belarús[420]
11. Bolívia[421]
12. Bòsnia i Hercegovina[422]
13. Brasil[423] (restringida)
14. Cambodja[424]
15. Camerun[425]
16. República del Congo[413]
17. Costa d'Ivori[40]
18. Djibouti[413]
19. Egipte[49]
20. Emirats Àrabs Units[426]
21. Equador[427]
22. Filipines[428]
23. Gabon[429]
24. Gàmbia[430]
25. Ghana[431]
26. Guatemala[432]
27. Guinea[433]
28. Guyana[434]
29. Honduras[435]
30. Hongria[436][422][351]
31. Índia[437]
32. Indonèsia[438]
33. Iran[439]
34. Iraq[440]
35. Jordània[441]
36. Kazakhstan[442]
37. Kenya[443]
38. Kirguizstan[444]
39. Laos[359]
40. Líban[445]
41. Líbia[446][447]
42. Macedònia del Nord[448]
43. Maldives[449]
44. Mali[450]
45. Marroc[451]
46. Maurici[452]
47. Mèxic[453]
48. Moldàvia[85]
49. Mongòlia[454]
50. Montenegro[455]
51. Myanmar[456]
52. Namíbia[457]
53. Nepal[458]
54. Nicaragua[459]
55. Nigèria[460]
56. Oman[461]
57. Pakistan[462]
58. Palestina[463]
59. Panamà[464]
60. Paraguai[465]
61. Perú[466]
62. Ruanda[40]
63. Saint Vincent i les Grenadines[467]
64. San Marino[468][469]
65. Sèrbia[470]
66. Seychelles[471]
67. Síria[472]
68. Sri Lanka[473]
69. Tadjikistan[40]
70. Tunísia[474]
71. Turquia[475]
72. Veneçuela[476]
73. Vietnam[477]
74. Xile[478]
75. Zimbabwe[479]
Altres entitats
Abkhàzia[480]
Ossètia del Sud[481]

## CoronaVac
CoronaVac és una vacuna inactivada produïda per l'empresa xinesa Sinovac Biotech. Malàisia deixarà d'utilitzar CoronaVac un cop s'hagi lliurat el contracte existent de 12 milions de dosis. Es conservarien 3 milions de dosis addicionals com a reserva per a aquells que eren al·lèrgics a altres vacunes.
     Autorització plena
     Autorització d'emergència
     Permesa per viatjar
     Destinatari apte per a COVAX (avaluació en curs)
Plena (1)
1. Xina[485]

Emergència (71)
1. Albània[25]
2. Algèria[40]
3. Aràbia Saudita[cal citació]
4. Argentina[220]
5. Armènia[486]
6. Azerbaijan[487]
7. Bangladesh[488]
8. Benin[489]
9. Bolívia[490]
10. Bòsnia i Hercegovina[491]
11. Botswana[492]
12. Brasil[493]
13. Cambodja[494]
14. Colòmbia[495]
15. Djibouti[496]
16. Dominica[142]
17. República Dominicana[497]
18. Egipte[498]
19. Equador[499]
20. Fiji[500]
21. Filipines[501]
22. Gabon[142]
23. Geòrgia[502]
24. Guinea[503]
25. Guinea Equatorial[40]
26. Guyana[142]
27. Hongria[40]
28. Iemen[40]
29. Indonèsia[504][505]
30. Kazakhstan[506]
31. Laos[485]
32. Líbia[507]
33. Macedònia del Nord[508]
34. Malàisia[509]
35. Malawi[364]
36. Maldives[40]
37. Marroc[142]
38. Mèxic[510]
39. Moldàvia[511]
40. Myanmar[512]
41. Nepal[513]
42. Oman[461]
43. Pakistan[514]
44. Palestina[40]
45. Panamà[515]
46. Paraguai[516]
47. Ruanda[40]
48. El Salvador[517]
49. Saint Vincent i les Grenadines[142]
50. Singapur[518]
51. Síria[40]
52. Somàlia[31]
53. Sri Lanka[519]
54. Sudan[31]
55. Sud-àfrica[520]
56. Tadjikistan[521]
57. Tailàndia[522]
58. Tanzània[523]
59. Timor Oriental[524]
60. Togo[525]
61. Trinitat i Tobago[526]
62. Tunísia[527]
63. Turkmenistan[528]
64. Turquia[529]
65. Ucraïna[530]
66. Uganda[40]
67. Uruguai[485]
68. Uzbekistan[531]
69. Veneçuela[532]
70. Xile[533]
71. Zimbabwe[479]
Altres entitats:
Hong Kong[534]
Xipre del Nord[126]
OMS[535][536][537]

## Novavax
La vacuna de Novavax contra la COVID-19, amb el nom en clau NVX-CoV2373, és una vacuna de subunitats desenvolupada per Novavax i la Coalition for Epidemic Preparedness Innovations, que s'està sotmetent a assaigs a l'Índia sota la marca Covovax. Requereix dues dosis i és estable a temperatures refrigerades de 2 a 8 °C.
     Autorització plena
     Autorització d'emergència
     Permesa per viatges
     Destinatari apte per a COVAX
Plena (4)
1. Austràlia[538]
2. Canadà[539]
3. Japó[540]
4. Corea del Sud[541]

Emergència (41)
1. Bangladesh[542]
2. Estats Units[543][544]
3. Filipines[545]
4. Índia[546]
5. Indonèsia[547]
6. Nova Zelanda[548]
7. Regne Unit[549]
8. Singapur[550]
9. Suïssa[551]
10. Tailàndia[552]
11. Taiwan[553]
Agència Europea del Medicament:[554]
12. Alemanya
13. Àustria
14. Bèlgica
15. Bulgària
16. Croàcia
17. Dinamarca
18. Eslovàquia
19. Eslovènia
20. Espanya
21. Estònia
22. Finlàndia
23. França
24. Grècia
25. Hongria
26. Irlanda
27. Islàndia
28. Itàlia
29. Letònia
30. Liechtenstein
31. Lituània
32. Luxemburg
33. Malta
34. Noruega
35. Països Baixos
36. Polònia
37. Portugal
38. Romania
39. Suècia
40. Txèquia
41. Xipre

## Covaxin
Covaxin és una vacuna inactivada produïda per l'empresa índia Bharat Biotech i el Consell Indi d'Investigació Mèdica.
     Autorització plena
     Autorització d'emergència
     Permesa per viatjar
     Destinatari apte per a COVAX
Plena(1)
1. Índia[19]

Emergència (38)
1. Afganistan[31]
2. Bahrain[556]
3. Botswana[557]
4. República Centreafricana[31]
5. Comores[31]
6. Egipte[31]
7. Etiòpia[40]
8. Filipines[558][559]
9. Guatemala[557] (no utilitzada)[560]
10. Guyana[557] (no utilitzada)[560]
11. Iemen[31]
12. Iran[561]
13. Iraq[31]
14. Jordània[31]
15. Kuwait[31]
16. Líban[31]
17. Líbia[31]
18. Malàisia[562]
19. Marroc[31]
20. Maurici[563]
21. Mèxic[564]
22. Myanmar[565]
23. Nepal[566]
24. Nicaragua[557] (no utilitzada)[560]
25. Oman[31]
26. Pakistan[40]
27. Paraguai[567][568]
28. Portugal[31]
29. Qatar[31]
30. Síria[31]
31. Somàlia[31]
32. Sudan[31]
33. Trinitat i Tobago[569]
34. Tunísia[31]
35. Unió dels Emirats Àrabs[31]
36. Veneçuela[557] (no utilitzada)[560]
37. Vietnam[570]
38. Zimbabwe[571]

## VLA2001
VLA2001 és una vacuna inactivada desenvolupada per Valneva SE i Dynavax Technologies.
Plena (31)
1. Regne Unit[572]
Agència Europea del Medicament:[573]
2. Alemanya
3. Àustria
4. Bèlgica
5. Bulgària
6. Croàcia
7. Dinamarca
8. Eslovàquia
9. Eslovènia
10. Espanya
11. Estònia
12. Finlàndia
13. França
14. Grècia
15. Hongria
16. Irlanda
17. Islàndia
18. Itàlia
19. Letònia
20. Liechtenstein
21. Lituània
22. Luxemburg
23. Malta
24. Noruega
25. Països Baixos
26. Polònia
27. Portugal
28. Romania
29. Suècia
30. Txèquia
31. Xipre

Emergència(2)
1. Bahrain[574]
2. Emirats Àrabs Units[575]

## Sanofi–GSK
La vacuna de Sanofi–GSK contra la COVID-19, venuda amb la marca VidPrevtyn Beta, és una vacuna de subunitats desenvolupada per Sanofi Pasteur i GSK plc. Es basa en la variant beta SARS-CoV-2.
Agència Europea del Medicament: (només com a reforç)
1. Alemanya
2. Àustria
3. Bèlgica
4. Bulgària
5. Croàcia
6. Dinamarca
7. Eslovàquia
8. Eslovènia
9. Espanya
10. Estònia
11. Finlàndia
12. França
13. Grècia
14. Hongria
15. Irlanda
16. Islàndia
17. Itàlia
18. Letònia
19. Liechtenstein
20. Lituània
21. Luxemburg
22. Malta
23. Noruega
24. Països Baixos
25. Polònia
26. Portugal
27. Romania
28. Suècia
29. Txèquia
30. Xipre

## Sputnik Light
Sputnik Light és una vacuna de vector víric desenvolupada per l'Institut Gamaleia de Recerca en Epidemiologia i Microbiologia.
     Autorització plena
     Autorització d'emergència
     Permesa per viatges
Emergència (28)
1. Angola[578]
2. Argentina[579]
3. Armènia[580]
4. Bahrain[581]
5. Benin[582]
6. Belarús[583]
7. Cambodja[424]
8. República del Congo[584]
9. Egipte[585]
10. Emirats Àrabs Units[586]
11. Filipines[587]
12. Índia[588]
13. Iran[220]
14. Kazakhstan[589]
15. Kirguizstan[590]
16. Laos[40]
17. Maurici[591]
18. Mongòlia[592]
19. Nicaragua[593]
20. Palestina[594]
21. Rússia[595]
22. San Marino[596]
23. Saint Vincent i les Grenadines[40]
24. Síria[597]
25. Tanzània[220]
26. Tunísia[220]
27. Turkmenistan[220][598]
28. Veneçuela[599]

## Convidecia
Convidecia és una vacuna d'adenovirus com a vector produïda per l'empresa xinesa CanSino Biologics i l'Institut de Biotecnologia de Pequín de l'Acadèmia de Ciències Mèdiques Militars.
     Autorització plena
     Autorització d'emergència
     Permesa per viatges
Plena (1)
1. Xina[601]

Emergència (9)
1. Argentina[602]
2. Equador[603]
3. Hongria[604][351]
4. Indonèsia[255]
5. Malàisia[605]
6. Mèxic[510]
7. Moldàvia[260]
8. Pakistan[606]
9. Xile[607]

## WIBP-CorV (Sinopharm)
WIBP-CorV és una vacuna inactivada produïda pel China National Pharmaceutical Group (Sinopharm) i el seu Institut de Productes Biològics de Wuhan.
     Autorització plena
     Autorització d'emergència
     Permesa per viatges
Plena (1)
1. Xina[608]

Emergència (5)
1. Emirats Àrabs Units[142]
2. Filipines[609]
3. Macedònia del Nord[40]
4. Perú[40]
5. Veneçuela[40]

## Abdala
Abdala és una vacuna de subunitats proteiques desenvolupada pel Centre d'Enginyeria Genètica i Biotecnologia de Cuba
     Autorització plena
     Autorització d'emergència
     Permesa per viatjar
Emergència (6)
1. Cuba[610][611][612]
2. Mèxic[613]
3. Nicaragua[614]
4. Saint Vincent i les Grenadines[615]
5. Veneçuela[616]
6. Vietnam[617]

## EpiVacCorona
EpiVacCorona és una vacuna de subunitats proteiques produïda pel Centre Estatal de Recerca en Virologia i Biotecnologia VECTOR.
     Autorització plena
     Autorització d'emergència
     Permesa per viatges
Plena (1)
1. Turkmenistan[619][620]

Emergència (4)
1. Belarús[621]
2. Cambodja[220]
3. Rússia[622][623]
4. Veneçuela[220]

## Zifivax
Zifivax és una vacuna de subunitats proteiques produïda per l'empresa xinesa Anhui Zhifei Longcom Biopharmaceutical.
     Autorització plena
     Autorització d'emergència
     Permesa per viatges
Emergència (5)
1. Colòmbia[625]
2. Indonèsia[626]
3. Pakistan[627]
4. Uzbekistan[628][629]
5. Xina[630]

## Soberana 02
Soberana 02, és una vacuna conjugada desenvolupada per l'Instituto Finlay de Vacunas.
Nota: Tot i que hi ha hagut una campanya d'inoculació massiva a Cuba en virtut d'un "estudi observacional", a 9 de juliol de 2021 encara no hi ha cap autorització d'emergència formal.
     Autorització plena
     Autorització d'emergència
     Permesa per viatges
Emergència (4)
1. Cuba[632]
2. Iran[631]
3. Nicaragua[633]
4. Veneçuela[220]

## CoviVac
CoviVac és una vacuna inactivada produïda pel Centre Chumakov de l'Acadèmia de Ciències de Rússia.
     Autorització plena
     Autorització d'emergència
     Permesa per viatges
Emergència (3)
1. Belarús[636]
2. Cambodja[220]
3. Rússia[637]

## QazCovid-in
QazCovid-in, també coneguda com QazVac, és una vacuna de virus inactivats desenvolupada per l'Institut de Recerca per a Problemes de Seguretat Biològica del Kazakhstan.
     Autorització plena
     Autorització d'emergència
     Permesa per viatges
Emergència (2)
1. Kazakhstan[638]
2. Kirguizstan[639][640][641]

## Minhai
La vacuna de Minhai, és una vacuna de virus inactivats desenvolupada per Minhai Biotechnology Co. i Kangtai Biological Products Co. Ltd. a la Xina.
     Autorització plena
     Autorització d'emergència
     Permesa per viatges
Emergència (2)
1. Indonèsia[643]
2. Xina[642]

## Medigen
La vacuna de Medigen, és una vacuna de subunitats desenvolupada per Medigen Vaccine Biologics i Dynavax Technologies.
;Emergència (2)
1. Taiwan[644]
2. Paraguay[645]
Altres entitats:
Somalilàndia[646]

## Corbevax
Corbevax és una vacuna de subunitats proteiques desenvolupada per una empresa biofarmacèutica índia Biological E. Limited (BioE), l'Escola de Medicina de Baylor a Houston, i l'American company Dynavax Technologies (DVAX).
Emergència (2)
1. Índia[546]
2. Botswana[647]

## COVIran Barekat
COVIran Barekat, és una vacuna de virus inactivats desenvolupada per Shifa Pharmed Industrial Co a l'Iran.
     Autorització plena
     Autorització d'emergència
     Permesa per viatges
Emergència (2)
1. Iran[648]
2. Nicaragua[649]

## Acadèmia Xinesa de Ciències Mèdiques
La vacuna de l'Acadèmia Xinesa de Ciències Mèdiques, és una vacuna de virus inactivats desenvolupada per Acadèmia Xinesa de Ciències Mèdiques.
     Autorització plena
     Autorització d'emergència
     Permesa per viatges
Emergència (1)
1. Xina[650]

## ZyCoV-D
ZyCoV-D, és un plasmidi d'ADN desenvolupat per la companyia farmacèutica Cadila Healthcare, amb seu a l'Índia, amb el suport de Biotechnology Industry Research Assistance Council.
     Autorització plena
     Autorització d'emergència
Emergència (1)
1. Índia[651]

## FakhraVac
FakhraVac (o MIVAC) és una vacuna de virus inactivats desenvolupada a l'Iran per l'Organització d'Innovació i Investigació Defensives, una organització del Ministeri de Defensa de l'Iran.
     Autorització plena
     Autorització d'emergència
     Permesa per viatges
Emergència (1)
1. Iran[652]

## COVAX-19
COVAX-19, també coneguda com SpikoGen, és una vacuna de subunitats proteiques desenvolupada conjuntament per l'empresa australiana Vaxine i l'empresa amb seu a l'Iran CinnaGen.
     Autorització plena
     Autorització d'emergència
     Permesa per viatges
Emergència (1)
1. Iran[653]

## Razi Cov Pars
Razi Cov Pars és una vacuna de subunitats proteiques desenvolupada pel Institut Razi d'Investigació de Vacunes i Sèrums.
Full (0)
     Autorització plena
     Autorització d'emergència
     Permesa per viatges
Emergència (1)
1. Iran[654]

## TurkoVac
TurkoVac és una vacuna inactivada desenvolupada pel Ministeri de Salut de Turquia i la Universitat d'Erciyes.
Full (0)
Emergència (1)
1. Turquia[655]

## CNBG (Sinopharm)
La vacuna contra la COVID-19 del CNBG de Sinopharm és una vacuna de subunitats proteiques recombinants desenvolupada pel China National Biotec Group (CNBG), una filial de Sinopharm.
Emergència (1)
1. Emirats Àrabs Units[656]

## Soberana Plus
Soberana Plus, és una vacuna conjugada desenvolupada per l'Instituto Finlay de Vacunas.
Emergència (1)
1. Cuba[657]

## CoVLP
CoVLP és una vacuna de partícules similivíriques cultivada en una mala herba australiana, Nicotiana benthamiana. Es comercialitza amb el nom Covifenz Arxivat 2022-02-24 a Wayback Machine..
Plena (1)
1. Canadà

## Noora
Noora és una vacuna basada en proteïnes desenvolupada per la Baqiyatallah University of Medical Sciences.
Emergència (1)
1. Iran[658]

## SKYCovione
SKYCovione és una vacuna de subunitats proteiques desenvolupada per SK Bioscience.
Emergència (1)
1. Corea del Sud[659]

## Walvax
La vacuna Walvax COVID-19 és una vacuna d'ARN desenvolupada per Walvax Biotechnology, Suzhou Abogen Biosciences i l'PLA Academy of Military Science.
Emergència (1)
1. Indonèsia[661]

## iNCOVACC
iNCOVACC, també anomenada BBV154 és una vacuna de vector adenovirus desenvolupada per Bharat Biotech, Precision Virologics i Washington University School of Medicine.
Emergència (1)
1. Índia[220][662]

## Gemcovac
Gemcovac, o GEMCOVAC-19, és una vacuna d'ARNm autoamplificada fabricada per Gennova Biopharmaceuticals.
Emergència (1)
1. Índia[220][663]

## V-01
V-01 és una vacuna de subunitats proteiques desenvolupada per Livzon Mabpharm.
Emergència (1)
1. Xina[220][664]

## IndoVac
IndoVac és una vacuna de subunitats proteiques desenvolupada per la companyia farmacèutica indonèsia Bio Farma i el Baylor College of Medicine.
Emergència (1)
1. Indonèsia[220]